# 刘玉堂 (1913年)
刘玉堂（1913年—1980年1月3日），江西省兴国县长冈乡合富村人，中国人民解放军开国少将。

## 生平
1930年5月参加中国工农红军，1930年12月加入中国共产党。1931年10月任少共兴国县委书记。1932年任江西团省委巡视员、少共会昌县委书记、少共宁都广昌县委书记。1933年1月，调任江西省少年先锋队省队部省队长。1933年5月兼少共国际师政治委员。1933年10月被团中央局派到湘鄂赣革命根据地任少共湘鄂赣省委书记，1935年1月改任中共湘鄂赣省委组织部长，1936年2月任湘鄂赣省军区政治部主任兼红十六师政治委员、兼湘鄂赣省苏维埃政府副主席。主力红军长征后，留守湘鄂赣根据地，在万载一带战斗，三次负重伤。
抗战时期，1937年8月任湘鄂赣红军驻武汉和平谈判代表，参与谈判将红十六师改编为新四军第一团。1937年底赴延安，入中共中央党校学习，留校当班主任。1939年春任中共中央组织部晋西南巡视团团长，中共中央青年委员会军体部副部长。
解放战争时期，任西满军区嫩江军区白城子军分区安广县独立团团长，西满纵队三支队政治委员，吉林军区政治部直工部部长，东满兵站部政治委员，东北野战军东线后勤政治部主任，第四野战军后勤部运输部副部长。
新中国成立后，任中南军区后勤部运输部第二部长，军委总后勤部运输部副部长。1951年8月赴朝任中国人民志愿军后勤部运输部部长，1954年4月归国任中南军区后勤部车管部第二部长，1955年9月任武汉军区后勤部第一副部长兼参谋长。
中共七大候补代表。1955年授予中国人民解放军少将。获一级八一勋章、二级独立自由勋章、一级解放勋章。病逝于武汉，按遗愿葬在家乡合富村他少时经常放牛的地方。 